# رویس دی اپلگیت
رویس دی اپلگیت (انگلیسی: Royce D. Applegate؛ ۲۵ دسامبر ۱۹۳۹ – ۱ ژانویهٔ ۲۰۰۳) یک هنرپیشه، فیلم‌نامه‌نویس، و بازیگر سینما اهل ایالات متحده آمریکا بود.
از فیلم‌ها یا برنامه‌های تلویزیونی که وی در آن نقش داشته‌است می‌توان به شلپ شلوپ، در اعماق دریا و جاده فرعی اشاره کرد.